# Minsteracres

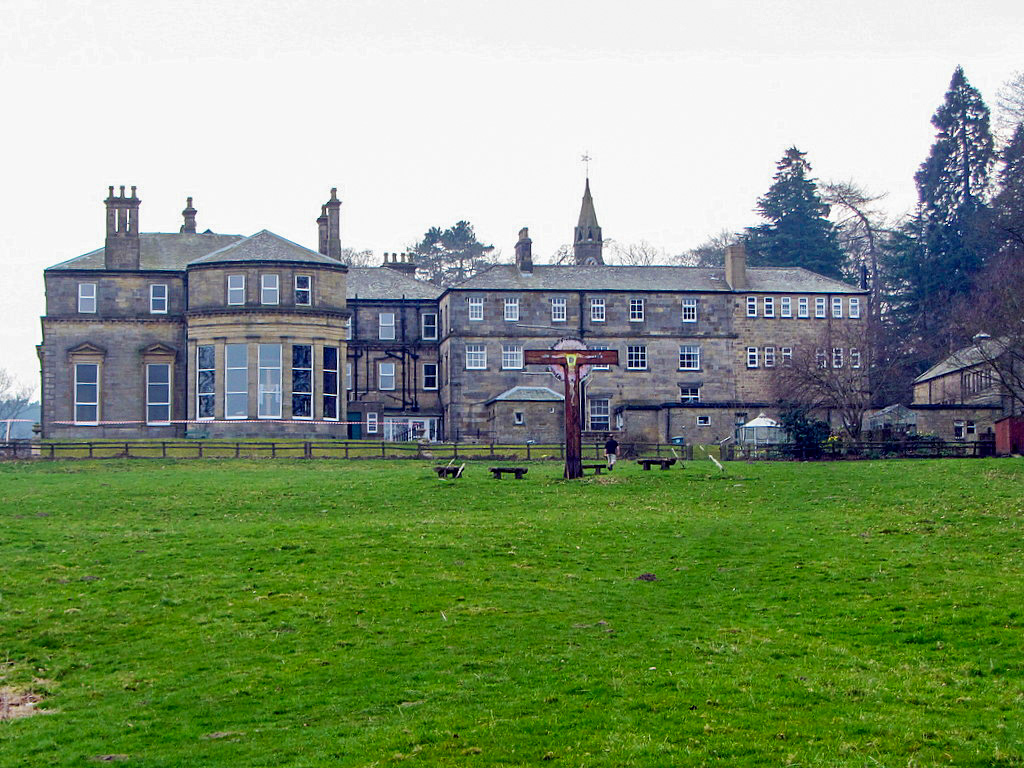
Minsteracres En 2015

Minsteracres es una mansión del siglo XVIII, ahora un centro de retiro cristiano, en Northumberland, Inglaterra. Es un edificio catalogado de grado II.
La casa fue construida en 1758 por George Silvertop. Erigido originalmente con dos pisos, se agregó un tercer piso en 1811 y se construyó una nueva ala norte en 1865.
Los Silvertop eran una familia católica. George Silvertop fue en 1831 el primer católico nombrado Alto Sheriff de Northumberland tras la derogación de la ley penal. construyó una capilla católica contigua a la sala y la dedicó a Santa Isabel de Hungría en 1854. La capilla es un edificio catalogado de grado II.
La familia Silvertop vendió la casa en 1949 para convertirla en un Monasterio Pasionista. Se abrió una casa de retiro en 1967 y en la década de 1970 se establecieron vínculos con las hermanas Selly Park y las Hermanas de la Misericordia de Sunderland. Desde 2012, Minsteracres ha sido administrado por un fideicomiso benéfico en nombre de la comunidad pasionista. Se describe a sí mismo como un "lugar cristiano de oración con una comunidad residente arraigada en la tradición católica pasionista".
A principios de la década de 1960, la artista de Consett, Sheila Mackie, pintó dos grandes murales Agonía en el jardín y La conversión de Saúl, cada uno de 40 pies (12 m) por 12 pies (3,7 m) para la casa de retiro Minsteracres; se sabía que todavía existían en 2010 y están incluidos en la base de datos PostWar Murals Database.
Las cabañas este y oeste, el bloque de establos, la pantalla de entrada con paredes laterales y un grupo de edificios agrícolas se enumeran por separado en el grado II.